# Bahnstrecke Gioiosa Jonica–Mammola
| Streckenlänge: | 14,5 km                  |                         |                         |
| Spurweite: | 950 mm (ital. Meterspur) |                         |                         |
| |                          |                         |                         |
| \| \| \| von Reggio di Calabria \| \| \| \| 0,0 \| Gioiosa Jonica (Marina) \| Gioiosa Jonica (Marina) \| \| \| \| nach Tarent \| \| \| \| 5,3 \| Gioiosa Jonica \| 96 m \| \| \| 8,6 \| Martone \| 147 m \| \| \| 9,6 \| Grotteria \| 147 m \| \| \| 14,5 \| Mammola \| 216 m \| |                          |                         |                         |
| Strecke |                          | von Reggio di Calabria  | von Reggio di Calabria  |
| Kopfbahnhof Streckenanfang (Strecke außer Betrieb) · Bahnhof | 0,0                      | Gioiosa Jonica (Marina) | Gioiosa Jonica (Marina) |
| Strecke (außer Betrieb) · Strecke nach links |                          | nach Tarent             | nach Tarent             |
| Bahnhof (Strecke außer Betrieb) | 5,3                      | Gioiosa Jonica          | 96 m                    |
| Bahnhof (Strecke außer Betrieb) | 8,6                      | Martone                 | 147 m                   |
| Bahnhof (Strecke außer Betrieb) | 9,6                      | Grotteria               | 147 m                   |
| Kopfbahnhof Streckenende (Strecke außer Betrieb) | 14,5                     | Mammola                 | 216 m                   |

Die Bahnstrecke Gioiosa Jonica–Mammola war eine eingleisige Schmalspurbahn in Kalabrien. Die Strecke führte von Gioiosa Jonica an der Strecke Tarent–Reggio di Calabria durch das Torbido-Tal über 14,5 km nach Mammola. Sie wurde 1931 eröffnet und 1968 stillgelegt.

## Geschichte
Das ursprüngliche Projekt der Mediterranea-Calabro-Lucane (MCL) sah vor, Gioiosa Jonica über Mammola mit Cinquefrondi und damit mit der Bahnstrecke Gioia Tauro–Cinquefrondi zu verbinden. Damit wäre eine durchgehende Verbindung vom ionischen zum thyrrentischen Meer geschaffen worden. Die Strecke bis Mammola konnte am 1. August 1931 eröffnet werden; die Fortsetzung wurde nie gebaut. Ab dem 1. September 1968 wurde der Bahnverkehr eingestellt und durch eine Buslinie ersetzt.

## Betrieb

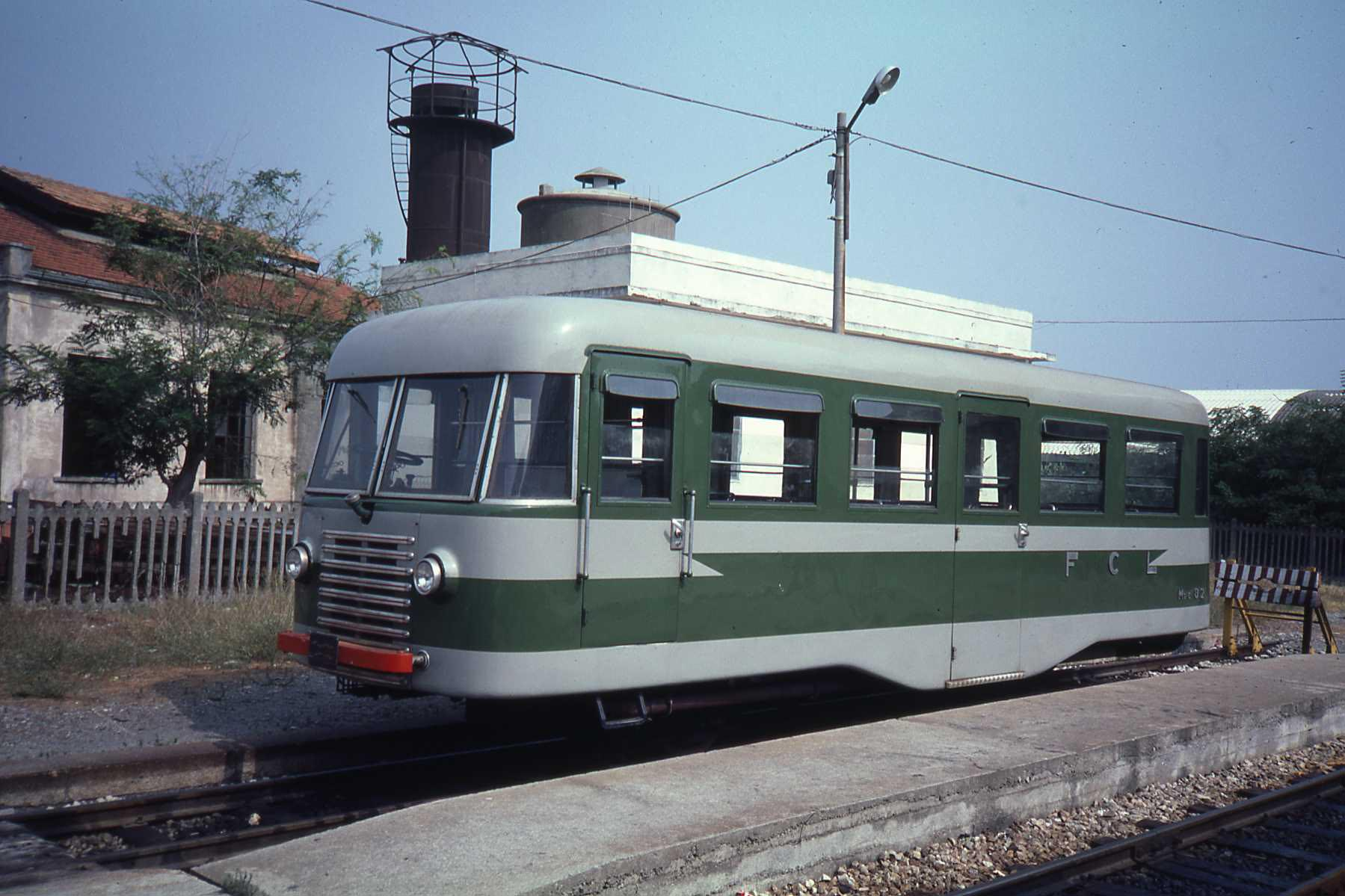
MCL M1

Die Strecke wurde von der bis 1961 von der MCL, danach von den Ferrovie Calabro Lucane (FCL) betrieben. Zum Einsatz kamen vor allem Schienenbusse des Typs MCL M1.